# Progressione del record italiano dei 200 metri piani femminili

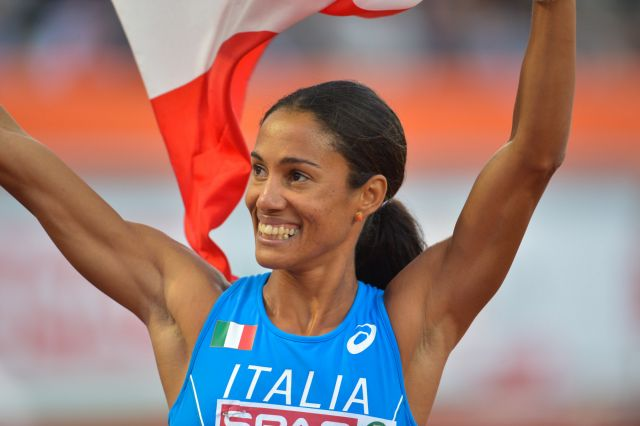
Libania Grenot, detentrice del record italiano dei 200 metri piani dal 2016.

La voce seguente illustra la progressione del record italiano dei 200 metri piani femminili di atletica leggera.
Il primo record italiano femminile su questa distanza venne ratificato il 13 agosto 1922. Fino al 1976 sono stati ratificati record misurati con cronometraggio manuale; dal 1976 è entrato in scena il cronometraggio elettronico.

## Progressione

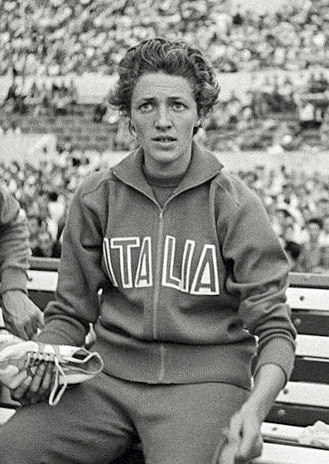
Giuseppina Leone, detentrice del record italiano dal 1952 al 1973.

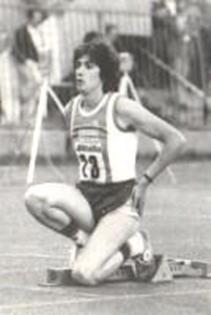
Rita Bottiglieri, detentrice del record italiano dal 1975 al 1982.

Marisa Masullo, detentrice del record italiano dal 1982 al 1998.

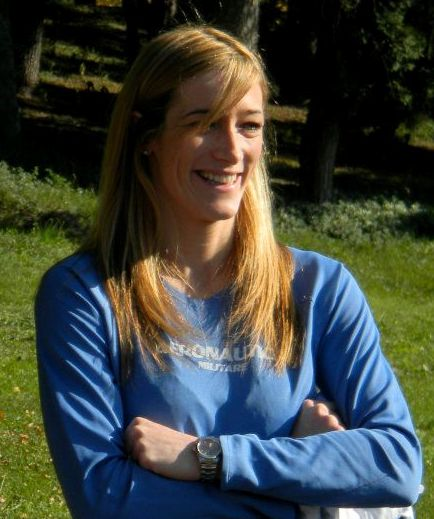
Manuela Levorato, detentrice del record italiano dal 1998 al 2016.

| Tempo                      | Vento (m/s) | Atleta           | Società                                    | Luogo              | Data              | Note |
| -------------------------- | ----------- | ---------------- | ------------------------------------------ | ------------------ | ----------------- | ---- |
| 28"3/5                     | nw          | Lina Banzi       | Società Ginnastica Pro Patria et Libertate | Baveno             | 13 agosto 1922    |      |
| 28"2/5                     | nw          | Bruna Pizzini    | Società Ginnastica Forza e Coraggio Milano | Milano             | 11 luglio 1926    |      |
| 28"0                       | nw          | Derna Polazzo    | Società Ginnastica Triestina               | Trieste            | 4 agosto 1929     |      |
| 28"0                       | nw          | Maria Bravin     | Società Ginnastica Triestina               | Napoli             | 2 novembre 1929   |      |
| 27"4/5                     | nw          | Maria Bravin     | Società Ginnastica Triestina               | Trieste            | 10 agosto 1930    |      |
| 27"0                       | nw          | Maria Bravin     | Società Ginnastica Triestina               | Udine              | 14 settembre 1930 |      |
| 26"8                       | nw          | Claudia Testoni  | Virtus Bologna Sportiva                    | Torino             | 15 luglio 1933    |      |
| 26"5                       | nw          | Claudia Testoni  | Virtus Bologna Sportiva                    | Bologna            | 15 luglio 1934    |      |
| 26"4                       | nw          | Claudia Testoni  | Venchi Unica Torino                        | Rapallo            | 8 novembre 1936   |      |
| 25"8                       | nw          | Claudia Testoni  | Venchi Unica Torino                        | Firenze            | 17 luglio 1937    |      |
| 25"4                       | nw          | Claudia Testoni  | Venchi Unica Torino                        | Parigi             | 8 agosto 1937     |      |
| 25"3                       | nw          | Rosetta Cattaneo | La Filotecnica Milano                      | Parma              | 28 luglio 1940    |      |
| 24"9                       | nw          | Giuseppina Leone | SIPRA Torino                               | Bologna            | 18 ottobre 1952   |      |
| 24"8                       | nw          | Giuseppina Leone | Fiat Torino                                | San Sebastiano     | 13 agosto 1955    |      |
| 24"6                       | nw          | Giuseppina Leone | Fiat Torino                                | Budapest           | 21 agosto 1955    |      |
| 24"5                       | nw          | Giuseppina Leone | Fiat Torino                                | Milano             | 1º luglio 1956    |      |
| 24"3                       | nw          | Giuseppina Leone | Fiat Torino                                | Milano             | 1º luglio 1956    |      |
| 24"0                       | nw          | Giuseppina Leone | Fiat Torino                                | Bologna            | 21 ottobre 1956   |      |
| 24"0                       | nw          | Giuseppina Leone | Fiat Torino                                | Maastricht         | 21 giugno 1959    |      |
| 23"8                       | nw          | Giuseppina Leone | Fiat Torino                                | Torino             | 6 settembre 1959  |      |
| 23"7                       | nw          | Giuseppina Leone | Fiat Torino                                | Belluno            | 11 agosto 1960    |      |
| 23"7                       | nw          | Giuseppina Leone | Fiat Torino                                | Roma               | 3 settembre 1960  |      |
| 23"7                       | nw          | Giuseppina Leone | Fiat Torino                                | Bologna            | 25 settembre 1960 |      |
| 23"6                       | nw          | Cecilia Molinari | Libertas Piacenza                          | Rieti              | 16 settembre 1973 |      |
| 23"6                       | nw          | Laura Nappi      | Libertas San Saba                          | Roma               | 3 luglio 1974     |      |
| 23"5                       | nw          | Rita Bottiglieri | Snia Milano                                | Milano             | 14 giugno 1975    |      |
| 23"4                       | nw          | Rita Bottiglieri | Snia Milano                                | Jesolo             | 27 giugno 1976    |      |
| 23"3                       | nw          | Rita Bottiglieri | Snia Milano                                | Torino             | 7 luglio 1976     |      |
| 23"3                       | nw          | Rita Bottiglieri | Snia Milano                                | Lignano Sabbiadoro | 28 agosto 1976    |      |
| 23"1                       | +0,2        | Rita Bottiglieri | Snia Milano                                | Palermo            | 16 settembre 1976 |      |
| Cronometraggio elettronico |             |                  |                                            |                    |                   |      |
| 23"53                      |             | Rita Bottiglieri | Snia Milano                                | Zurigo             | 18 agosto 1976    |      |
| 23"42                      |             | Rita Bottiglieri | Fiat Officine Meccaniche Brescia           | Formia             | 15 maggio 1977    |      |
| 23"38                      |             | Rita Bottiglieri | Fiat Officine Meccaniche Brescia           | Milano             | 2 luglio 1977     |      |
| 23"15                      | +0,2        | Rita Bottiglieri | Fiat Officine Meccaniche Brescia           | Trinec             | 6 agosto 1977     |      |
| 23"06                      |             | Marisa Masullo   | Pro Sesto Atletica                         | Praga              | 13 giugno 1982    |      |
| 23"00                      |             | Marisa Masullo   | Fiat Iveco Torino                          | Edmonton           | 10 luglio 1983    |      |
| 22"88                      | 0,0         | Marisa Masullo   | Fiat Iveco Torino                          | Verona             | 1º giugno 1984    |      |
| 22"88                      | +1,4        | Marisa Masullo   | Fiat Iveco Torino                          | Los Angeles        | 9 agosto 1984     |      |
| 22"86                      | -2,7        | Manuela Levorato | Snam                                       | Vigevano           | 24 maggio 1998    |      |
| 22"68                      | -0,5        | Manuela Levorato | Snam                                       | Göteborg           | 31 luglio 1999    |      |
| 22"60                      | +1,1        | Manuela Levorato | Snam                                       | Siviglia           | 24 agosto 1999    |      |
| 22"56                      | +1,9        | Libania Grenot   | Gruppo Sportivo Fiamme Gialle              | Tampa              | 27 maggio 2016    |      |

Nota: il 24"1 ottenuto da Giuseppina Leone il 17 settembre 1956 a Bucarest, allora omologato come primato nazionale, fu in realtà favorito da un vento di 3 m/s.